# プリマベーラ
プリマベーラ（Primavera）は日本の2人組イリュージョン&マジックユニット。大掛かりなイリュージョンからクロースアップマジックまでこなす本格的パフォーマンスの実力派ユニット。2011年には日本奇術協会ホープ賞を受賞し、女性としては珍しい本格派イリュージョンユニットとしてメディアでも注目される。マジック以外にもコロムビアレコードからCDメジャーデビューし、TVアニメのエンディング曲もリリースするなど、マルチな活動もこなす。近年は、師匠であるマジシャンのメイガスと一緒にチームを組み一緒にテレビやステージにも出演している。

## 来歴
2006年9月にユニット結成 以来、メンバーの加入・卒業を繰り返していた が、近年はMIO・CHIKAの2名で活動をしている。師匠であるメイガスは、結成間もない頃からプリマベーラの指導を行っている。

## メンバー
メンバーそれぞれの芸名は、原則として、プリマベーラとしては下の名前をアルファベットで、個人としては名字+名前（ひらがな）で活動している。
| 名前          | フルネーム           | 誕生日 | 出身地 | 期  | サイズ                      | 備考     | Instagram            | Twitter              |
| ------------- | -------------------- | ------ | ------ | --- | --------------------------- | -------- | -------------------- | -------------------- |
| CHIKA（チカ） | 松田ちか(まつだちか) | 9月8日 | 広島県 | 4期 | 身長157cm B80cm W54cm H81cm |          | CHIKA (プリマベーラ) | CHIKA (プリマベーラ) |
| MIO（ミオ）   | 藤井みお(ふじいみお) | 6月2日 | 奈良県 | 5期 | 身長162cm B80cm W53cm H83cm | リーダー | MIO (プリマベーラ)   | MIO (プリマベーラ)   |

## 出演歴

### テレビ
- 有吉反省会（2019年1月26日、日本テレビ）
- ハロプロのモノホン！（2018年10月GYAO!、#7-#11の５週に渡って出演。こぶしファクトリーとイリュージョンコラボ 。）
- おはよう北海道（2018年7月28日、NHK）
- 朝生ワイド す・またん! ZIP!（2018年7月17日、読売テレビ）
- 7.2 新しい別の窓（2018年6月3日、スタジオゲスト出演、AbemaTV）
- おはスタ（2018年5月21日、スタジオゲスト出演、テレビ東京）
- マルコポロリ！（2018年5月6日、関西テレビ）
- スッキリ（2018年4月24日・2013年1月14日、スタジオゲスト出演、日本テレビ）
- SWITCHインタビュー 達人達（2018年3月3日、NHK Eテレ）
- ビビット（2018年1月25日・2018年3月29日、TBS）
- ジョブチューン（2018年3月3日、TBS）
- 進化 MAGIC EVOLUTION』人類叡智の結晶！マジック4500年の歴史（2017年4月、NHK BSプレミアム）
- 日本の奇術王メイガス 世界が認めるマジック 超絶イリュージョン!!（2016年12月、BS-TBS）
- Mrマリックが選び抜いた！超絶奇術！世界のスーパーマジック（2016年８月22日、BS朝日）
- 木曜スペシャル〜驚愕の奇跡！マジック革命軍団（2015年1月8日、BS日テレ）
- コロッケ千夜一夜（2014年10月10日、パフォーマンスゲスト出演、BS日テレ）
- KIRIN presents 盛りあガールミニ冠番組（2013年6月、中京テレビ） - MAI・CHIKA・MIO
- みんなDEどーもくん!（2011年5月15日・2014年3月2日、メインゲスト出演、NHK BSプレミアム）
- メレンゲの気持ち（2012年6月12日、スタジオゲスト出演、日本テレビ）
- 金曜バラエティ（NHK 総合）メインゲスト出演
  - 「群舞マジックの華麗な競演」2011年5月27日
  - 「ガールズマジシャンvsサラリーマジシャン」2010年12月10日
  - 「おしゃれマジック！ミラクルステージ！」2010年6月11日
  - 「マジック界に新風!ガールズマジシャン登場!」2009年2月20日
- 24時間テレビ（2010年8月28・29日、中京テレビ）
- 3時のつボッ! 「マジック天気予報コーナー」レギュラー出演（2010年7月 - 2011年3月、メンバーが曜日交代で出演、テレビ愛知）
- キッズ劇場!! TOKYO Primavera5 レギュラー出演（2010年7月3日 - 2012年6月30日、tvk）
- ラッキーブランチ！！ レギュラー出演（2010年3月 - 、中京テレビ）
- イケメン★ナゴヤ（2010年7月7日 - 、オープニング主題歌を担当、メ〜テレ）
- 新知識階級 クマグス（2010年7月8日、「イリドル」（イリュージョンアイドルの略）として出演、TBS）
- ミヤネ屋（2009年、読売テレビ）
- 世界まる見え!テレビ特捜部（2009年1月26日、日本テレビ）
- ザ・マジックアワー・ショー（2008年5月31日、フジテレビ）
- 香取慎吾の特上!天声慎吾（2008年2月24日、日本テレビ）
- ダウンタウンDX（2008年2月14日、読売テレビ）

など多数

### CD
- 「HOME MADE HAPPY」（コロムビアレコード、夢色パティシエール[日本テレビ系列放映アニメ]2期 エンディング主題曲）
- 「夢の扉〜DREAM GATE〜」（コロムビアレコード）
- 「毎日がキセキ!」（コロムビアレコード）
- 「あきらめないで」（2010年7月27日、Fortune Records）
- 「エレクトリックロリータ」（MIOソロ曲）

### 映画
- 武蔵野線の姉妹（2012年） - MIO・YUZUKI
- 日本以外全部沈没（2006年）

### CM
- サンクスホーム（2011年）- MAI・KAORI・AKANE

### 舞台
- プリマベーラ　単独マジカルイリュージョンショー「夢は叶えるもの！」　名古屋市　名古屋アートピアホール
- 「プリマベーラ　イリュージョン公演」　奈良県宇陀市　かぎろひホール
- ミュージカル「魔法使いサリー」　銀座　博品館劇場
- プリマベーラ単独公演「夢は叶えるもの！」　日本青年館大ホール
- プリマベーラ単独公演「Chenge！」　草月ホール

### イベント
- 『東京ドイツ村』 2018イルミネーション点灯式
- 『東京おもちゃショー2017』　テンヨーステージ
- 『メイガスディナーショー』 エクシブ蓼科、埼玉グランドホテル深谷、仙台国際ホテルほか
- 『ワールドホビーフェア2016』 バンダイ 妖怪ウォッチステージ
- 『魔法系アイドル・イリュージョン パーティー』 ニコファーレ
- 『XFLAG PARK 2016』 （モンスターストライクのキャラクター「バトステ」に扮してイリュージョンショー出演）
- 『アフラック新CM発表会』 　本田翼 出現イリュージョン出演
- 品川よしもとプリンスシアター『ステージマンショー』藤井隆とコラボステージ
- 花王「マジックリン」　マジックリンガールズとして全国ステージ出演
- 『ミキハウスGO!GO!カートくん』 さいたまスーパーアリーナ、大阪城ホール、他全国ステージ出演

その他、ショッピングモール・展示会ステージ・企業イベントなど多数出演

## ディスコグラフィ

### シングル
| 枚   | 発売日         | タイトル           | 楽曲制作                                    | タイアップ                                                           |
| ---- | -------------- | ------------------ | ------------------------------------------- | -------------------------------------------------------------------- |
| 1st  | 2009年4月22日  | 毎日がキセキ!      | 作詞：tsubasa 作曲：樫原伸彦 編曲：樫原伸彦 |                                                                      |
| 2nd  | 2010年9月22日  | 夢の扉-DREAM GATE- | 作詞：YOFFY 作曲：YOFFY 編曲：大石憲一郎    |                                                                      |
| ３rd | 2010年10月27日 | HOME MADE HAPPY    | 作詞：青木久美子 作曲：坂部剛               | 夢色パティシエール[日本テレビ系列放映アニメ] ２期 エンディング主題曲 |

## 卒業メンバー
1期
- KAORI（カオリ）：石井かおり、茨城県出身、12月12日生まれ、身長163cm、B84 cm W58 cm H85 cm、AB型
- AKANE（アカネ）：深水あかね、大阪府出身、2月7日生まれ、身長165cm、B83 cm W59 cm H84 cm、B型
- TOMO（トモ）：大澤とも、静岡県出身、1月30日生まれ、身長160cm、B90 cm（Gカップ） W59 cm H87 cm、A型
- HARUKA（ハルカ）：安部はるか、東京都出身、9月11日生まれ、身長161cm、B80 cm W57 cm H83 cm、A型

2期
- KUMI（クミ）：堀内くみ、東京都出身、5月27日生まれ、身長161cm、B82 cm W59 cm H84 cm、O型
- MAI（マイ）：福成まい、東京都出身、6月30日生まれ、身長157cm、B82 cm W57 cm H82 cm、A型

3期
- MAMI（マミ）：岡部まみ、東京都出身、10月20日生まれ、身長161cm、B84 cm W56 cm H85 cm、A型
- YUI（ユイ）：井上ゆい、東京都出身、1月31日生まれ、身長165cm、B83 cm W59 cm H84 cm、O型
- RINA（リナ）：奥りな、鹿児島県出身、2月28日生まれ、身長165cm、B73 cm W58 cm H85 cm、B型
- YUNA（ユウナ）: 研修生
- YUZUKI（ユズキ）：北村ゆづき、東京都出身、3月13日生まれ、身長160cm、B85 cm W59 cm H86 cm、A型

5期
- AYAME（アヤメ）：水島あやめ、神奈川県出身、7月13日生まれ、身長161cm、B型

7期
- SUMINA（スミナ）：池田すみな、福島県出身、2月9日生まれ、身長162cm、B81 cm W58 cm H82 cm、A型

8期
- HIRO（ヒロ）：小宮ひろ、三重県出身、4月30日生まれ、身長161cm、B80 cm W61 cm H86 cm
- NAO（ナオ）：研修生

## ユニット

### プリマベーラS
当時の選抜ユニットであるプリマベーラSが結成され、2009年4月22日に『毎日がキセキ!』でコロムビアレコードよりCDデビュー。

### TOKYO Primavera5
東京チームのYUZUKI、RINA、CHIKA、MIO、SIMINAで構成されたユニット。2011年3月28日にサンシャイン栄のサンシャインスタジオで行われたプリマベーラ名古屋月イチライブで初お披露目、当日は東日本大震災の募金活動も行った。
服装は5色カラーで決められ、YUZUKIは緑色、RINAは青色、CHIKAは赤色、MIOは黄色、SUMINAはピンク（見た目は黒色）のブレザーを着ており胸には、各頭文字のイニシャルワッペンが付けられていた。またブレザーとスカート下はランニングシャツと短パンの夏用の衣裳が仕込まれていた。

### たまごひめ
MIOとCHIKAで結成されたユニット。株式会社エッグボックスが運営していたアミューズメント施設「VIVACE（ビバーチ）」のPRキャラクター。